# Hypoxis fischeri
Hypoxis fischeri là một loài thực vật có hoa trong họ Hypoxidaceae. Loài này được Pax mô tả khoa học đầu tiên năm 1892.